# Chlorocnemis pauli
Chlorocnemis pauli är en trollsländeart som beskrevs av Cynthia Longfield 1936. Chlorocnemis pauli ingår i släktet Chlorocnemis och familjen Protoneuridae. IUCN kategoriserar arten globalt som livskraftig. Inga underarter finns listade i Catalogue of Life.